# Fahrzeugbrief

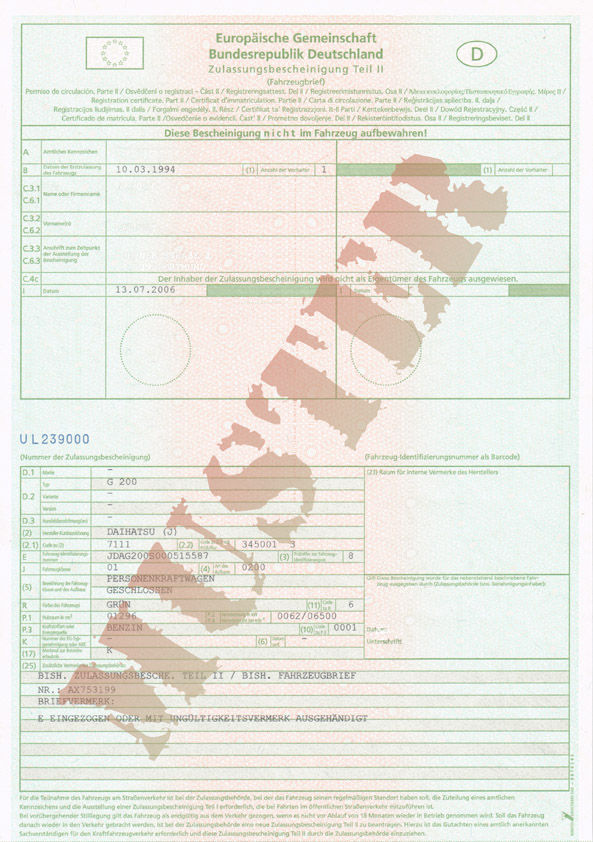
Der aktuelle deutsche Fahrzeugbrief, der seit dem 1. Oktober 2005 Zulassungsbescheinigung Teil II heißt

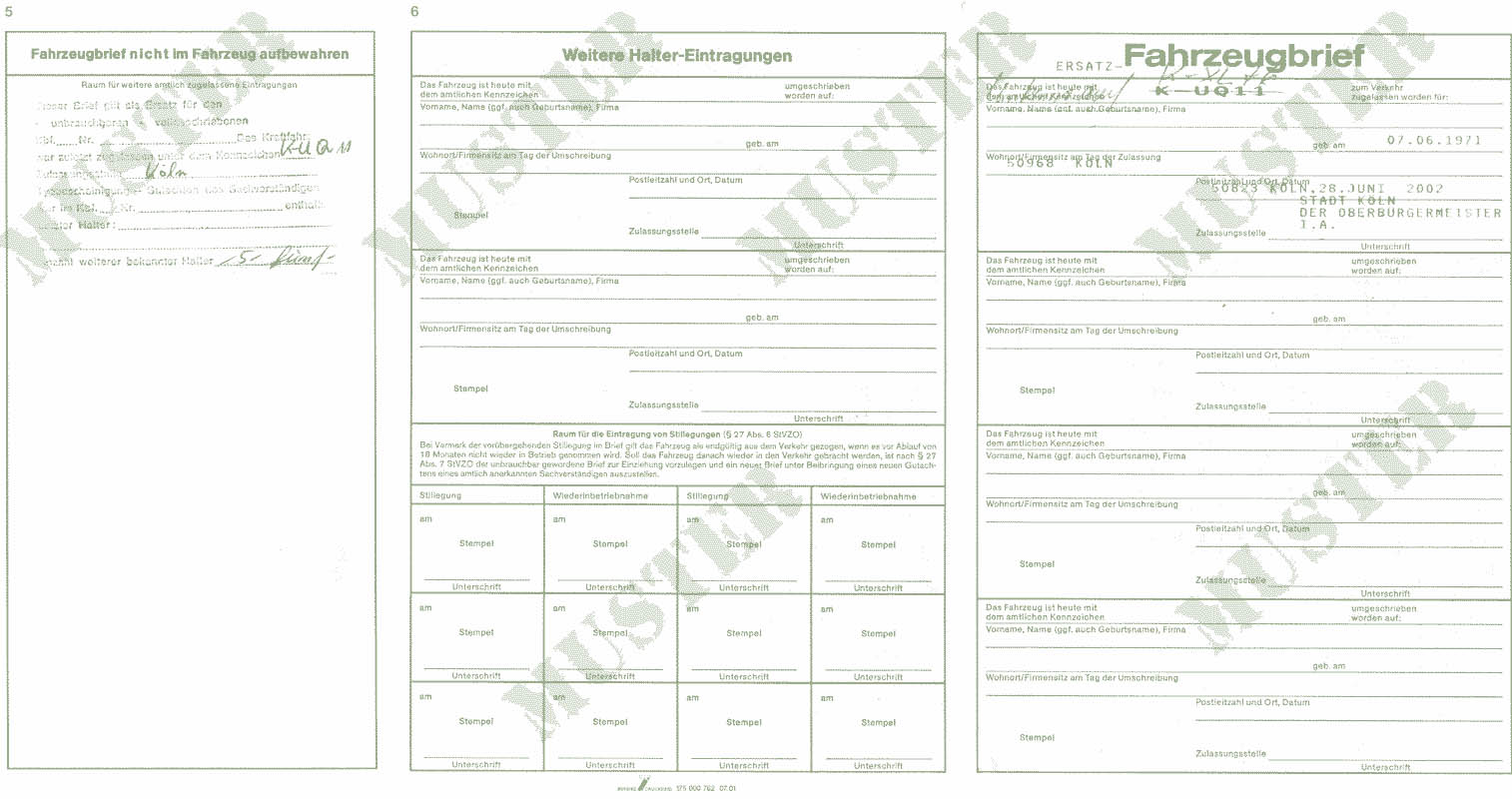
Vorderseite des bis
30. September 2005 ausgegebenen deutschen Fahrzeugbriefs

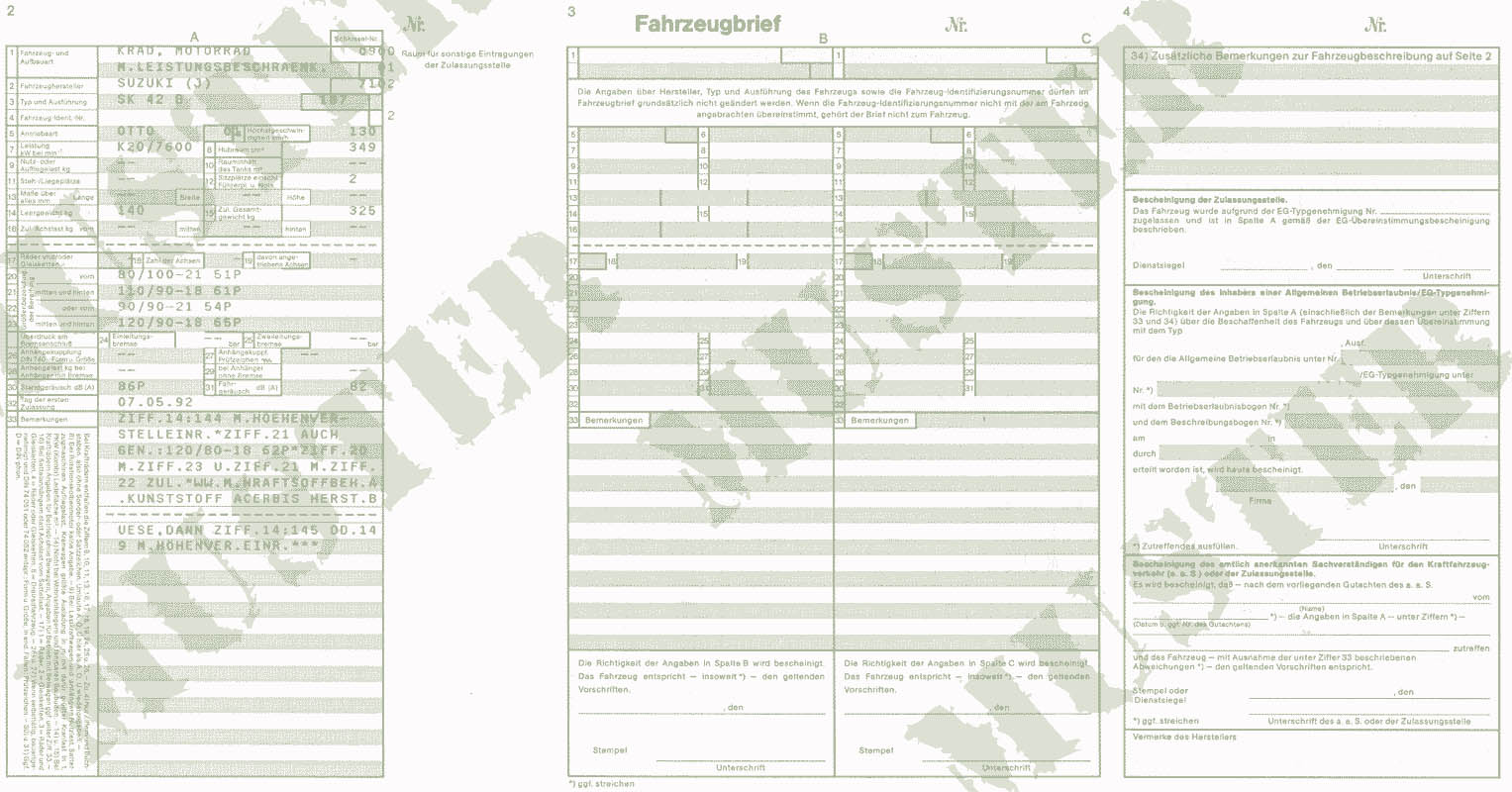
Rückseite des bis
30. September 2005 ausgegebenen deutschen Fahrzeugbriefs

Der Fahrzeugbrief (auch Kfz-Brief, in Österreich Typenschein bzw. Einzelgenehmigung, in der Schweiz Fahrzeugausweis) ist eine amtliche Urkunde über die allgemeine Zulassung eines Kraftfahrzeugs für den öffentlichen Straßenverkehr.
Der Kraftfahrzeugbrief wurde in Deutschland bereits mit der Verordnung über den Kraftfahrzeugverkehr vom 11. April 1934 zum 1. Mai 1934 eingeführt. Nach dem Recht der Europäischen Union (EU) heißt der Fahrzeugbrief Zulassungsbescheinigung Teil II. Deutschland führte diese Zulassungsbescheinigung zum 1. Oktober 2005 mit der 38. Verordnung zur Änderung straßenverkehrsrechtlicher Vorschriften ein, um das geltende EU-Recht umzusetzen (siehe dazu § 14 FZV). Die bis zu diesem Zeitpunkt ausgegebenen Kraftfahrzeugbriefe behalten jedoch weiterhin ihre Gültigkeit.
Über die konkrete Zulassung des Fahrzeugs zum Straßenverkehr (Anmeldung) wird ein Fahrzeugschein (jetzt EU-weit: Zulassungsbescheinigung Teil I) ausgestellt.
Bei der Abmeldung des Fahrzeuges (vorübergehende Stilllegung) wird der Fahrzeugbrief nicht eingezogen, die Stilllegung wird nur im Fahrzeugschein (Zulassungsbescheinigung Teil I) eingetragen.

## Inhalt des Fahrzeugbriefs
Inhalte des Fahrzeugbriefs sind
- eine Individualisierung des Fahrzeugs, in aller Regel anhand der vom Hersteller vergebenen Fahrzeug-Identifizierungsnummer (früher und auch heute noch verbreitet Fahrgestellnummer genannt)
- die Zuteilung eines Kraftfahrzeugkennzeichens an eine bestimmte Person (meist den Eigentümer)
- die Übereinstimmung des Fahrzeugs mit den technischen Zulassungsvorschriften eines EU-Staates (Betriebserlaubnis).

## Eigentumsschutz
Die amtlich eingetragenen Personalien bezeichnen die natürliche oder juristische Person, die über das Kraftfahrzeug verfügungsberechtigt ist.
Diese Verfügungsberechtigung bezieht sich nur auf die öffentlich-rechtliche Verantwortung für das Fahrzeug. Eine Eigentumsübertragung am Kraftfahrzeug ist daher auch ohne eine Übergabe des Fahrzeugbriefes möglich, denn der Fahrzeugbrief ist kein Traditionspapier. Vielmehr steht das Eigentum am Brief in entsprechender Anwendung von § 952 BGB dem Eigentümer des Fahrzeugs zu. § 952 BGB ist analog anzuwenden, da es sich beim Fahrzeugbrief um eine öffentlich-rechtliche und keine zivilrechtliche Urkunde handelt.
Nach ständiger Rechtsprechung des Bundesgerichtshof (BGH) hat der Besitz des Fahrzeugbriefs aber eine Indizfunktion hinsichtlich des zivilrechtlichen Eigentums. So ist der gutgläubige Erwerb eines Kraftfahrzeuges nicht möglich, wenn der Fahrzeugbrief nicht mitübergeben wird. Sollte sich herausstellen, dass der Veräußerer nicht berechtigt war, das Kraftfahrzeug zu übereignen, hat der Erwerber kein Eigentum an dem Kraftfahrzeug erworben. Die Indizfunktion ist in der Praxis so erheblich, dass eine landläufige Ansicht vorherrscht, der Fahrzeugbrief verkörpere das Eigentum an dem Fahrzeug oder beweise es. Er hat jedoch nicht diese zivilrechtliche Funktion – daher steht auf diesem auch ausdrücklich, dass der Inhaber der Zulassungsbescheinigung nicht als Eigentümer des Fahrzeugs ausgewiesen werde.
Weiterhin hat aber der Fahrzeugbrief auch Bedeutung für die Frage, ob bei einem Fahrzeugkauf ein Eigentumsvorbehalt im Sinne von § 449 BGB vereinbart wurde: Behält der Verkäufer den Fahrzeugbrief bis zur vollständigen Kaufpreiszahlung zurück, so ist dies als Indiz dafür zu werten, dass zwischen den Parteien ein Eigentumsvorbehalt gewollt war.
Befindet sich der Fahrzeugbrief im Auto, wird dieser Umstand als grobe Fahrlässigkeit gewertet. Diebstahlversicherungen lehnen es daher in der Regel ab, entsprechenden Ersatz zu leisten. Das Oberlandesgericht Köln urteilte jedoch, dass die Versicherung trotzdem zur Zahlung verpflichtet ist. Eine Ausnahme gilt nur dann, wenn sie beweisen kann, dass der Wagen nur wegen der darin befindlichen Papiere gestohlen wurde.
Die Richtlinie zur Zulassungsbescheinigung Teil I und Teil II erläutert den Fahrzeugbrief und regelt die Ausgabe und das Ausfüllen durch die Zulassungsstellen. Letztmals wurde 2006 die Richtlinie im Bundesgesetzblatt aktualisiert.

## Erläuterungen zu den Eintragungen in Deutschland
- Punkt 1: Fahrzeug- und Aufbauart (z. B. Pkw geschlossen). Die sechsstellige Schlüsselnummer hat folgende Bedeutung:
  - Ziffern 1 bis 4:
  - Ziffern 5 und 6: Der Schadstoffschlüssel gibt Auskunft über die Schadstoffklasse (Euro 1, 3-Liter-Auto etc.) und bestimmt die Höhe der Kfz-Steuer und über Fahrverbote bei Ozonalarm
- Punkt 2: Fahrzeughersteller. Die vierstellige Herstellerschlüsselnummer (HSN) ist die Kennzahl für den Hersteller.
- Punkt 3: Typ und Ausführung. Enthält die Angabe des Herstellers über den Typ, der auch in der Typschlüsselnummer (TSN) kodiert ist.

## Texteintragungen bei der Einführung des Kraftfahrzeugbriefes 1934 in Deutschland
1. Art des Fahrzeugs: Personenwagen, Omnibus, Krankenwagen, Lastwagen, Kipper, Brennstoffkesselwagen, Zugmaschine, Sattelschlepper, Sonderfahrzeug: für Feuerlöschzwecke, für Straßenreinigung, für sonstige Zwecke
2. Fahrgestell: 0a) Hersteller, 0b) Fabriknummer, 0c) Baujahr
3. Antriebsmaschine: 0a) Art des Antriebs – Verbrennungsmaschine: Vergaser, Diesel, Glühkopfmotor, Gasgenerator für Holz – für Kohle, Dampfmaschine, Elektromotor 0b) Leistung in PS 0c) Hubraum in cm³ (nur bei Verbrennungsmaschinen): Zahl der Zylinder, Durchmesser der Zylinder in mm, Kolbenhub in mm 0d) Fabriknummer 0e) Hersteller 0f) Takt: Zweitakt – Viertakt
4. Eigengewicht des Fahrzeugs in kg
5. Zulässige Belastung (außer bei Zugmaschinen) in kg – Tragfähigkeit des Fahrgestells (nur bei Lastwagen und Omnibussen) in kg
6. Zahl der Sitze (einschl. Führersitze und Notsitze) – Bei Personenwagen (Sitzplätze), bei Omnibussen (Sitzplätze, Stehplätze), bei Krankenwagen (Sitzplätze, Liegeplätze)
7. Art des Aufbaus: 0a) bei Personenwagen (Offen – Geschlossen – Kabriolett – Roll- oder Schiebedach 0b) bei Lastwagen und Sattelschleppern (Plattform – Offener Kasten – Geschlossener Kasten – Plane mit festem Spriegelgestell – Lose Spriegel)
8. Maße über alles, bei Sattelschleppern einschl. aufgesatteltem Anhänger: Länge, Breite und Höhe des Fahrzeugs einschl. Verdeck oder Spriegel
9. Räder, Bereifung, Gleisketten: 0a) Rad- oder Gleiskettenantrieb? 0b) Zahl der Räder ohne Ersatzräder (Zwillingsräder sind einfach zu rechnen) 0c) Zahl der angetriebenen Achsen 0d) Art der Bereifung: einfach – doppelt: Luft – Elastik – Eisen 0e) Felgengröße (z. B. 3,25 Ex17) 0f) Sind Greifer vorhanden? (nur bei Zugmaschinen): ja – nein
10. Kleinste Bodenfreiheit in mm
11. Bremsanlage: 0a) Art der Bremsen (Mechanisch – Druckluft – Saugluft – Hydraulisch) 0b) Hersteller 0c) Bei Druckluft Höhe des Bremsdruckes in atü 0d) Besteht Bremsanschluss zum Anhänger? ja – nein
12. Ist Anhängevorrichtung vorhanden? Wenn ja: 0a) Art der Befestigung des Anhängers: Durchsteckbolzen – Zughaken 0b) Durchmesser des Durchsteckbolzens oder des Zughakens in mm 0c) Höhe der Anhängevorrichtung über der Fahrbahn in mm 0d) Größte Zugkraft (nur bei Zugmaschinen) in kg und km/h – auf der Straße – auf dem Acker
13. Ist Seilwinde oder Spill vorhanden? (außer bei Personenwagen) ja – nein 0Wie angetrieben? Von Hand – Von Motor
14. Höchstgeschwindigkeit in km/h
15. Achs- und Felgendruck in kg und kg/cm vorn – hinten in beladenen Zustand (nur bei Fahrzeugen, deren zulässiges Gesamtgewicht 5,5 t übersteigt; Felgendruck dabei nur, falls das Fahrzeug nicht mit Luftreifen versehen ist)
16. Laderaum (nur bei Lastwagen) 0a) Höchste innere Maße in mm Länge – Breite – Höhe 0b) Höhe der Ladefläche über der Fahrbahn in mm 0c) Ist Ladefläche mit Blech ausgeschlagen? ja – nein 0d) Sind Vorrichtungen zum Anbringen von Sitzen vorhanden? ja – nein
17. Bei Brennstoffkesselwagen 0a) Fassungsvermögen m³   0b) An wie viel Stellen kann gleichzeitig gezapft werden? 0c) Höhe der Zapfstellen über der Fahrbahn in mm 0d) Ist Vorrichtung zum mechanischen Füllen und Entleeren eingebaut? ja – nein
18. Listenpreis des fabrikneuen Fahrzeugs in RM

Die unterzeichnete Firma bescheinigt, dass das Fahrzeug in diesem Brief richtig beschrieben ist, zu der Gattung von Fahrzeugen mit dem Kennwort – Unterscheidungszeichen […] gehört und mit ihr in den in der Genehmigung gekennzeichneten Teilen übereinstimmt. Es wird versichert, dass das Fahrzeug den gesetzlichen Anforderungen entspricht.